# Follow Me into Madness
Follow Me Into Madness es el segundo álbum de estudio de la banda finlandesa del heavy metal Tarot lanzado en 1988 por Bluelight Records.

## Canciones
1. "Descendants Of Power"
2. "Rose On The Grave"
3. "Lady Deceiver"
4. "Follow Me Into Madness"
5. "Blood Runs Cold / Happy End"
6. "No Return"
7. "I Don't Care Anymore"
8. "Breathing Fire"
9. "I Spit Venom"
10. "Shadow In My Heart"

- Datos: Q3075112